# American Jewish Joint Distribution Committee
Pour les articles homonymes, voir JDC.
L'American Jewish Joint Distribution Committee (JDC ou le Joint) est la plus grande organisation humanitaire juive au monde. Elle est basée à New York. Fondée en 1914, elle est dans les années 2020 présente dans plus de 70 pays.
Le Joint aide des communautés juives dans le monde entier à travers son réseau d'assistance sociale. L'organisation finance également des projets humanitaires destinés à des communautés non-juives.
Elle a aussi financé des projets liés à l'héritage culturel juif, comme l'Encyclopédie talmudique.

## Personnalités notables
- Paulette Fink
- Hélène Cazès-Benatar